# David Widder
David Vernon Widder est un mathématicien américain spécialisé dans l'analyse, né le 25 mars 1898 à Harrisburg et décédé le 8 juillet 1990.

## Biographie
David Widder a étudié à l'université Harvard à partir de 1916 sous la direction de Maxime Bôcher. Il dut interrompre ses études pour travailler comme calculateur dans un institut de recherche en balistique de l'armée américaine du fait de la Première Guerre mondiale. À la reprise de ses études, il obtient sa licence avec l'appréciation magna cum laude. En 1921, il partit en stage pour l'Europe, en Italie, en France et en Angleterre, puis obtint son master à Harvard en 1923. L'année suivante, il obtint son doctorat sur les théorèmes d'accroissements finis et l'interpolation trigonométrique (en), sous la direction de George David Birkhoff (car Bôcher avait succombé à l'épimédie mondiale de grippe espagnole de 1918).
Après quoi, il enseigna au Bryn Mawr College, avec toutefois une interruption due à de nouvelles études au Rice Institute de Houston et à l'université de Chicago, où il fut professeur et président de la faculté de mathématiques. En 1931, il fut nommé professeur assistant à Harvard, puis professeur en 1937. Dans les années difficiles de la Seconde Guerre mondiale, en 1942 et 1948, comme beaucoup de professeurs étaient absents, et que les cours en mathématiques élémentaires étaient entièrement consacrés aux militaires américains, il fut président de la faculté de mathématiques. Il prit sa retraite en 1979.
David Widder était marié avec la mathématicienne Vera Ames depuis 1937. Ils partageaient une passion pour le piano.

## Œuvre
Widder travailla sur la théorie de la transformation de Laplace et ses prolongements, comme Gustav Doetsch (de) en Allemagne. Il poursuivit en particulier l'étude des liens avec la théorie des noyaux de Dirichlet. Il étudia aussi les applications de la transformation de Laplace dans d'importantes équations différentielles de la physique mathématique, comme l'équation de la chaleur.
David Widder fut le cofondateur du Duke Mathematical Journal. Il écrivit aussi l'un des cours d'analyse les plus réputés de son époque. Parmi ses doctorants, on compte Ralph Philip Boas, Robert Creighton Buck,  Solomon W. Golomb, Donald J. Newman, Harry Pitt et Harry Pollard.

## Sélection de publications
- Advanced Calculus, Prentice Hall, 1947, Dover, 1989
- The Laplace transform, Princeton University Press, Oxford University Press, 1941
- An Introduction to Transform Theory, Academic Press, 1971
- The Heat Equation, Academic Press, 1975
- The Convolution Transform, avec Isidore Isaac Hirschman (en), Princeton University Press, 1955, Dover, 2005

## Note
1. ↑  Voir dans les liens externes l'hommage de ses collègues Gleason, Birkhoff et Mackey, vantant ses qualités de pédagogue.